# 혼족어플
《혼족어플》는 대한민국의 JTBC에 방송된 예능 프로그램이다.

## 기획 의도
혼자 라이프를 즐기는 사람들의 이야기를 담은 프로그램이다.

## 방송 시간
| 방송 채널 | 방송 기간                       | 방송 시간                 | 비고   |
| --------- | ------------------------------- | ------------------------- | ------ |
| JTBC      | 2019년 8월 3일 ~ 2019년 9월 7일 | 매주 토요일 저녁 6시 10분 | 본방송 |

## 출연진
- 전현무 - MC
- 이진혁 - 특별 MC
- 강한나 - 특별 MC
- 민경훈
- 제아
- 김희철
- 안젤리나 다닐로바

## 에피소드 목록
| 회차 | 방송일자 | 출연자, 게스트                                       | 비고 |
| ---- | -------- | ---------------------------------------------------- | ---- |
| 1    | 8월 3일  | 민경훈, 제아, 강하나                                 |      |
| 2    | 8월 10일 | 민경훈, 제아, 강하나                                 |      |
| 3    | 8월 17일 | 김희철, 제아, 강하나                                 |      |
| 4    | 8월 24일 | 강하나, 김희철, 제아                                 |      |
| 5    | 8월 31일 | 강하나, 안젤리나 다닐로바, 제아                      |      |
| 6    | 9월 7일  | 안젤리나 다닐로바, 지상, 제아, 에필로그(보너스 영상) |      |

## 시청률
최저 시청률과 최고 시청률은 시청률 조사회사와 지역별로 시청률에 차이가 있을 수 있습니다.

### 2019년
| 회차 | 방송일   | AGB 시청률     |
| 회차 | 방송일   | 대한민국(전국) |
| ---- | -------- | -------------- |
| 1    | 8월 3일  | 0.8%           |
| 2    | 8월 10일 | 0.7%           |

## 참고 사항
- 스튜디오가 아닌 차량에 진행하는 형식이다.
- MC 전현무가 야외 진행자들의 VCR 상의 관찰 버라이어티 형식한다.
- 이 차량은 소형 SUV인 현대 베뉴로 선택하였다.
- 방청객 웃음소리(Laugh track) 효과를 사용하지 않는다.

## 제작진
- 기획 :박상도
- 책임 프로듀서 : 강지희
- 외주제작총괄 : 여운혁
- 연출 : 문건이, 강상희, 황교순, 독고찬, 김현주, 이민영, 정민정, 조보람, 권현정, 곽종구, 김민하, 윤수빈, 김기영, 김수민
- 작가 : 이민정, 이한주, 김정원, 이현경, 정유진, 이진하, 정미래, 송제익

## 같이 보기
- 독신
- 혼족
- 나 혼자 산다 (MBC)